# Длъгнево
Длъгнево е село в Южна България. То се намира в община Димитровград, област Хасково.